# Smil og Taare
Smil og Taare er en stumfilm fra 1923 instrueret af Johannes Meyer.